# كأس التحدي الأوروبي 2013–14
كأس التحدي الأوروبي 2013–14 هو الموسم 18 من  كأس التحدي الأوروبي. أقيم خلال الفترة 10 أكتوبر 2013 وحتى 23 مايو 2014، وفاز فيه نورثامبتون ساينتس ‏.